# Paracladura macrotrichiata
Paracladura macrotrichiata är en tvåvingeart som först beskrevs av Alexander 1922.  Paracladura macrotrichiata ingår i släktet Paracladura och familjen vintermyggor. Inga underarter finns listade i Catalogue of Life.